# Aphonoides jimjimi
Aphonoides jimjimi är en insektsart som beskrevs av Otte, D. och R.D. Alexander 1983. Aphonoides jimjimi ingår i släktet Aphonoides och familjen syrsor. Inga underarter finns listade i Catalogue of Life.